# Stora Nassa
Stora Nassa este o arie protejată (arie specială de conservare — SAC, sit de importanță comunitară — SCI, arie de protecție specială avifaunistică — SPA) din Suedia întinsă pe o suprafață de 2.948,7 ha, integral pe uscat.

## Localizare
Centrul sitului Stora Nassa este situat la coordonatele 59°26′51″N 19°13′16″E / 59.4474°N 19.2212°E.

## Înființare
Situl Stora Nassa a fost declarat sit de importanță comunitară în decembrie 1995 pentru a proteja 1 specie de plante și 3 specii de animale. Alte tipuri de protecție:
- arie de protecție specială avifaunistică (în martie 1996)[2]
- arie specială de conservare (în martie 2011)[1][3][4]

## Biodiversitate
Situată în ecoregiunile boreală și marină baltică, aria protejată conține 4 habitate naturale: Bancuri de nisip acoperite în permanență slab de apă marină, Lagune de coastă, Insulițe și insule mici din Baltica boreală, Recifuri.
La baza desemnării sitului se află mai multe specii protejate:
- plante (1): Botrychium simplex
- păsări (1): Sterna paradisaea
- amfibieni (1): triton cu creastă (Triturus cristatus)
- mamifere (1): Halichoerus grypus